# Pronstorf
Pronstorf là một đô thị ở huyện Segeberg ở bang Schleswig-Holstein,Đức. Đô thị Pronstorf có diện tích 36,31 km², dân số thời điểm ngày 31 tháng 12 năm 2006 là 1717 người.